# Ulrich von Hassell

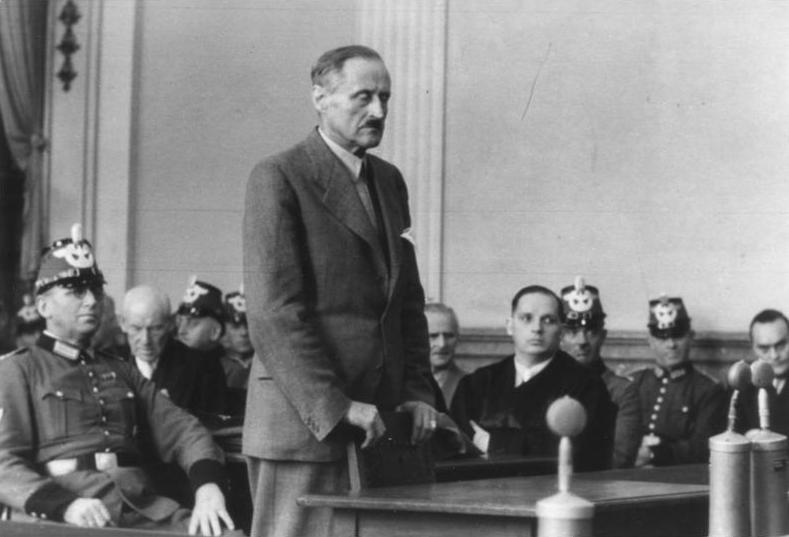
Ulrich von Hassel przed Volksgerichtshof (1944)

Ulrich von Hassell (ur. 12 listopada 1881, zm. 8 września 1944) – niemiecki dyplomata w okresie II wojny światowej. Należał do niemieckiego antyhitlerowskiego ruchu oporu. Za domniemany udział w zamachu na Hitlera został skazany na śmierć.
Hassell urodził się w Anklam na Pomorzu, w rodzinie porucznika Ulricha von Hassella i jego 
żony, Margarete. W roku 1899 Hassell zdał maturę w gimnazjum im. księcia Henryka. W latach 
1899-1903 studiował prawo oraz ekonomię na uniwersytecie w Lozannie, uniwersytecie w Tybindze oraz w Berlinie. Działał w uczelnianej organizacji Studentenverbindung. Po krótkim pobycie w Qingdao w Chinach (wówczas była to niemiecka kolonia o nazwie Tsingtao) oraz w Londynie, rozpoczął w roku 1909 pracę na stanowisku asesora w Ministerstwie Spraw Zagranicznych.
W roku 1911 Hassell poślubił Ilse von Tirpitz, córkę wielkiego admirała Alfreda von Tirpitza. Para miała czworo dzieci. W tym samym roku Hassell został wicekonsulem Cesarstwa Niemieckiego w Genui.
W okresie I wojny światowej Hassell odniósł ranę w klatki piersiową podczas pierwszej bitwy nad Marną (8 września 1914 roku). Do końca wojny pozostał doradcą oraz osobistym sekretarzem Alfreda von Tirpitza. Napisał biografię swojego teścia. Po wojnie w 1918 Hassell wstąpił do Niemieckiej Narodowej Partii Ludowej (Deutschnationale Volkspartei – DNVP). W następnych latach powrócił do pracy w Auswärtiges Amt. Do początku lat 30. XX wieku służył w placówkach dyplomatycznych w Rzymie, Barcelonie, Kopenhadze oraz w Belgradzie. W roku 1932 Hassell został niemieckim ambasadorem we Włoszech.
W roku 1933 wstąpił do NSDAP. W roku 1937 opowiadał się za zawarciem paktu antykominternowskiego pomiędzy III Rzeszą, faszystowskimi Włochami oraz imperialną Japonią. 
Przedkładał taki układ ponad proponowaną unię katolicką w Europie. W roku 1938, w wyniku afery Werner von Blomberg–Fritscha, Hassell został odwołany przez Hitlera ze stanowiska w rzymskiej ambasadzie. Nie stracił jednak całkowicie pracy w dyplomacji. Po niemieckim ataku na Polskę 1 września 1939 roku, Hassell przewodniczył niemieckiej delegacji do krajów Europy północnej, której zadaniem było uśmierzenie strachu przed ewentualną niemiecką inwazją na te państwa. 
Po wybuchu II wojny światowej Hassell brał udział w spisku mającym na celu obalenie Hitlera. Hassell pośredniczył w kontaktach pomiędzy konserwatywnymi ugrupowaniami opozycyjnymi, skupionymi wokół Carla Friedricha Goerdelera i Ludwiga Becka (sam ironicznie nazywał to ugrupowanie (nawiązując do angielskiej terminologii) "Najbardziej lojalną opozycją Jego Królewskiej Mości") oraz tzw. Kręgiem z Krzyżowej.
W ciągu kilku kolejnych lat Hassell wykorzystywał swoje stanowisko w komitecie wykonawczym Ekonomicznego Kongresu Europy Środkowej, by omówić z urzędnikami alianckimi przyszłość Niemiec po ewentualnym zamachu stanu. Razem z Beckiem i Johannesem Popitzem przewidywał wewnętrzną organizację pohitlerowskich Niemiec po udanym zamachu stanu. Hassell miał pełnić funkcję ministra spraw zagranicznych w przyszłym rządzie tymczasowym. Wówczas, począwszy od roku 1943, nie należał już do głównych przywódców ruchu oporu, nie brał również udziału w 
przygotowaniach Clausa von Stauffenberga do zabójstwa Hitlera.
Niemniej jednak, 29 lipca 1944 roku, Hassell został aresztowany przez Gestapo za udział w zamachu z 20 lipca. 8 września, po dwudniowym procesie przed Sądem Ludowym (Volksgerichtshof), któremu przewodniczył Roland Freisler, został skazany na śmierć. Tego samego dnia wykonano wyrok w więzieniu Plötzensee w Berlinie.
Ulrich von Hassell był dziadkiem Agostino von Hassella, znanego pisarza historii wojennej.

## Pakt angielsko-niemiecki
W roku 1940 von Hassell spotkał się z dyplomatą amatorem Jamesem Lonsdale-Bryansem, by omówić ewentualne postanowienia paktu pomiędzy Niemcami a Imperium Brytyjskim. Zawarcie traktatu miało poparcie kilku brytyjskich polityków, m.in. Lorda Halifaxa. Głównym założeniem paktu miało być podzielenie stref wpływów: Niemcy mieli utrzymać kontrolę nad Europą, podczas gdy Wielka Brytania miała uzyskać panowanie nad resztą świata.

## Literatura
- Biography at DHM LeMO (po niemiecku)
- Walter Lipgens, Wilfried Loth (1985). Documents on the History of European Integration. Walter de Gruyter. ISBN 3-11-009724-9.